# 이즈카시
이즈카시(일본어: 飯塚市)는 일본 후쿠오카현 중부에 있는 시이다. 지쿠호 지방을 구성하는 자치체이며 지쿠호 삼도(筑豊三都) 중 하나이다. 지쿠호 지방에서 최대 인구를 가지고 지쿠호의 정치·경제 중심으로 기능하는 도시이다. 이전에는 가호군이었다.
이즈카 도시권의 중심 도시이고 지쿠호 지방, 가한잔 지구의 중심 도시이기도 하다. 2006년 3월 26일에 가이타정·쇼나이정·호나미정·지쿠호정과 대등 합병해 새로운 이즈카시가 되었다. 이로 인해 후쿠오카현 안에서는 후쿠오카시, 기타큐슈시, 구루메시에 이어 4번째 인구 규모의 시가 되었다.

## 인구
| 연도 | 인구    | ±%     |
| ---- | ------- | ------ |
| 1950 | 194,132 | —      |
| 1960 | 186,760 | −3.8%  |
| 1970 | 126,934 | −32.0% |
| 1980 | 135,852 | +7.0%  |
| 1990 | 139,663 | +2.8%  |
| 2000 | 136,701 | −2.1%  |
| 2010 | 131,492 | −3.8%  |
| 2020 | 126,364 | −3.9%  |

## 지리
후쿠오카현 중앙부에 위치하는 지쿠호 지방의 중심 도시로 후쿠오카시에서 동쪽으로 약 35km, 기타큐슈시 중심부에서 남서쪽으로 약 40km 거리에 위치한다. 중앙부에는 1급 하천인 온가강이 흐르고 이 부근에 시가지가 형성되어 있다. 서북부에서 서부, 서남부에 걸쳐 산군산(935.9m), 도이시산(828m) 등 400~900m급 산들이 늘어서 있어 산군 산지로 불리는 산지를 형성하고 있다. 동부에도 200~300m급 산이 몇 개 있어 작은 산지를 형성하고 있다. 시 서단부의 야키야마 고개나 쇼케 고개, 남단부의 히야미즈 고개는 도로가 정비될 때까지는 교통이 험한 곳이었다.
중앙부에서 북부까지는 산으로 둘러싸인 분지이다. 내륙 도시로 여름철에는 기온이 오르기 쉬워 매우 덥고, 겨울철에는 방사 냉각으로 영하까지 떨어지는 날도 많으며 후쿠오카현 내에서도 눈이 내리기 쉬운 지역이다.

### 인접하는 자치체
- 노가타시
- 다가와시
- 지쿠시노시
- 미야와카시
- 가마시
- 가호군 게이센정
- 구라테군 고타케정
- 가스야군 사사구리정, 스에정
- 아사쿠라군 지쿠젠정
- 다가와군 이토다정, 후쿠치정

### 기후
| 이즈카시의 기후                                              | 이즈카시의 기후 | 이즈카시의 기후 | 이즈카시의 기후 | 이즈카시의 기후 | 이즈카시의 기후 | 이즈카시의 기후 | 이즈카시의 기후 | 이즈카시의 기후 | 이즈카시의 기후 | 이즈카시의 기후 | 이즈카시의 기후 | 이즈카시의 기후 | 이즈카시의 기후 |
| 월                                                           | 1월             | 2월             | 3월             | 4월             | 5월             | 6월             | 7월             | 8월             | 9월             | 10월            | 11월            | 12월            | 연간            |
| ------------------------------------------------------------ | --------------- | --------------- | --------------- | --------------- | --------------- | --------------- | --------------- | --------------- | --------------- | --------------- | --------------- | --------------- | --------------- |
| 역대 최고 기온 °C (°F)                                       | 20.8 (69.4)     | 23.7 (74.7)     | 25.9 (78.6)     | 30.3 (86.5)     | 34.2 (93.6)     | 35.7 (96.3)     | 37.6 (99.7)     | 38.3 (100.9)    | 36.4 (97.5)     | 32.9 (91.2)     | 27.7 (81.9)     | 25.3 (77.5)     | 38.3 (100.9)    |
| 일평균 최고 기온 °C (°F)                                     | 9.6 (49.3)      | 11.0 (51.8)     | 14.5 (58.1)     | 20.0 (68.0)     | 24.7 (76.5)     | 27.3 (81.1)     | 31.0 (87.8)     | 32.1 (89.8)     | 28.2 (82.8)     | 23.2 (73.8)     | 17.5 (63.5)     | 11.9 (53.4)     | 20.9 (69.6)     |
| 일일 평균 기온 °C (°F)                                       | 5.3 (41.5)      | 6.2 (43.2)      | 9.4 (48.9)      | 14.3 (57.7)     | 19.1 (66.4)     | 22.6 (72.7)     | 26.6 (79.9)     | 27.3 (81.1)     | 23.4 (74.1)     | 17.8 (64.0)     | 12.3 (54.1)     | 7.3 (45.1)      | 16.0 (60.8)     |
| 일평균 최저 기온 °C (°F)                                     | 1.3 (34.3)      | 1.7 (35.1)      | 4.6 (40.3)      | 9.1 (48.4)      | 14.0 (57.2)     | 18.9 (66.0)     | 23.3 (73.9)     | 23.8 (74.8)     | 19.7 (67.5)     | 13.4 (56.1)     | 7.7 (45.9)      | 2.9 (37.2)      | 11.7 (53.1)     |
| 역대 최저 기온 °C (°F)                                       | −9.7 (14.5)     | −8.1 (17.4)     | −6.0 (21.2)     | −2.4 (27.7)     | 1.1 (34.0)      | 7.8 (46.0)      | 13.1 (55.6)     | 15.0 (59.0)     | 7.1 (44.8)      | −0.4 (31.3)     | −2.3 (27.9)     | −5.1 (22.8)     | −9.7 (14.5)     |
| 평균 강수량 mm (인치)                                        | 76.5 (3.01)     | 78.6 (3.09)     | 115.5 (4.55)    | 128.6 (5.06)    | 149.0 (5.87)    | 281.8 (11.09)   | 347.1 (13.67)   | 209.6 (8.25)    | 178.0 (7.01)    | 89.5 (3.52)     | 89.1 (3.51)     | 70.3 (2.77)     | 1,813.4 (71.39) |
| 평균 강수일수 (≥ 0.5 mm)                                     | 11.8            | 11.1            | 12.4            | 11.1            | 9.8             | 13.2            | 13.5            | 11.0            | 11.0            | 8.2             | 10.3            | 10.9            | 134.1           |
| 평균 상대 습도 (%)                                           | 72              | 71              | 70              | 69              | 70              | 78              | 80              | 78              | 79              | 76              | 76              | 73              | 75              |
| 평균 월간 일조시간                                           | 103.0           | 119.4           | 156.6           | 181.9           | 199.8           | 137.3           | 161.0           | 191.2           | 154.5           | 171.0           | 136.9           | 115.6           | 1,825.9         |
| 출처: 일본 기상청 (평균값: 1991년~2020년, 극값: 1935년~현재) |                 |                 |                 |                 |                 |                 |                 |                 |                 |                 |                 |                 |                 |

## 역사
온가강 수계의 비옥한 충적평야로 야요이 시대부터 벼농사를 해 각지에 고분이 점재한다. 에도 시대에는 현재의 시역에 나가사키 가도가 정비되어 역참 마을로 번창했다.
근대에 석탄이 에너지 자원으로 가치가 높아지면서 석탄 발굴이 활발하게 되어 이즈카시 주변은 지쿠호 탄전으로 불리며 탄광 지대로 발전해 지역의 기간산업이 되었다. 이즈카시는 지쿠호 지방의 중심부가 되어 일본 각지나 외지로부터 많은 탄광 노동자가 이주해 인구가 급증했다. 그러나 전시 전후의 난굴과 1960년대 에너지 혁명으로 석탄 산업은 쇠퇴해 탄광의 폐광으로 급격한 인구 감소가 진행되었다. 하지만 이후 이즈카는 학생을 중심으로 인구가 증가해 감소세를 멈추었다. 최근 인구는 지쿠호 지방 안에서는 드물게 증가 경향에 있다.
- 1889년 4월 1일 - 정촌제 시행으로 호나미군 이즈카정이 성립하였다.
- 1896년 2월 26일 - 군제 시행으로 가호군에 속하게 되었다.
- 1909년 6월 1일 - 이즈카정과 가사마쓰촌이 대등 합병해 새로운 이즈카정이 되었다.
- 1932년 1월 20일 - 이즈카정이 시로 승격해 이즈카시가 되었다.
- 1963년 4월 1일 - 이즈카시가 고부쿠로정·후타세정·진제이촌을 편입하였다.
- 2006년 3월 26일 - 가이타정·쇼나이정·호나미정·지쿠호정과 합병해 새로운 이즈카시가 되었다.

## 경제
탄광 철거지에 공업단지를 조성해 제조업을 유치하고 있다. 또 2003년 4월에 "이즈카 아시아 IT특구"로 불리는 경제 특구로 지정받아 시 북부의 고부쿠로 지구에 첨단 산업을 위한 공업단지인 "이즈카 리서치 파크"가 건설되어 시내의 규슈 공업대학과 제휴해 산학 협력으로 첨단 산업 육성을 도모하고 있다.

## 교통

### 철도
- 규슈 여객철도
  - 지쿠호 본선
  - 사사구리선
  - 고토지선

### 도로
- 국도 200호선
- 국도 201호선
- 국도 211호선

## 자매 도시
- 중국 산시성 시안시